# VirusBlokAda
VirusBlokAda – białoruskie przedsiębiorstwo specjalizujące się w produkcji oprogramowania antywirusowego. Jego siedziba mieści się w Mińsku. Oferuje rodzinę produktów Vba32.
W 2010 r. firma jako pierwsza poinformowała o robaku Stuxnet.